# Adunis
Adunis, cunoscut și ca Adonis (în arabă أدونيس), este pseudonimul scriitorului sirian Ali Ahmad Said Esber (în arabă علي أحمد سعيد إسبر), născut în 1930.

## Opere
Adunis a scris peste 20 de cărți în limba arabă. Traducerea lui Khaled Mattawa a cărții Adonis: Selected Poems a fost nimonată la Premiul Griffin pentru Poezie (2011).
Poezie (titluri în limba engleză)
- If Only the Sea Could Sleep (traducere din Al-A'mal al Shi'riyya, (The Complete Works, 3 volumes)  (2000) ISBN 1-931243-29-8
- The Pages of Day and Night (Marlboro Press, 1994) ISBN 0-910395-96-9 (2000 edition): ISBN 0-8101-6081-1
- The blood of Adonis;: Traduceri de Ali Ahmed Said (Pitt poetry series) ISBN 0-8229-3213-X
- Songs of Mihyar the Damascene(1960)
- Take me to God
- Transformations of the Lover. (trad. Samuel Hazo) International Poetry Series, Volume 7. Ohio University Press: Athens, Ohio, 1982
- An Introduction to Arab Poetics. (trans. Catherine Cobham), Saqi Books: London, 1990.

_______Banipal Interview. No. 2, June, 1998.
_______"Language, Culture, Reality." The View From Within: Writers and Critics on Contemporary Arabic Literature: A Selection from Alif Journal of Contemporary Poetics ed. Ferial J. Ghazou and Barbara Harlow. The American University in Cairo Press, 1994.
_______Sufism and Surrealism. (trad. Judith Cumberbatch) Saqi Books: London, 2005.
_______Transformations of the Lover. (trad. Samuel Hazo) International Poetry Series, Volume 7. Ohio University Press: Athens, Ohio, 1982.
_______Victims of A Map: A Bilingual Anthology of Arabic Poetry (trad. Abdullah Al-Udhari) Saqi Books: London, 1984.
A Time Between Ashes and Roses (trad. Sharkat M. Toorawa)
Critică literară și eseuri (titluri în limba engleză)
- An Introduction to Arab Poetics (2000) ISBN 0-86356-301-5
- “The Poet of Secrets and Roots, The Ḥallājian Adūnis” [Arabic]. Al-Ḍaw’ al-Mashriqī: Adūnis ka-mā Yarāhu Mufakkirūn wa-Shu‘arā’ ‘Ālamiyyūn [The Eastern Light: Adūnīs in the Eye of International Intellectuals and Poets] Damascus: Dār al-Ṭalī‘a, 2004: 177-179.
- “‘Poète des secrets et des racines’: L’Adonis hallajien”.  Adonis: un poète dans le monde d’aujourd’hui 1950-2000. Paris: Institut du monde arabe, 2000: 171-172.
- Religion, Mysticism and Modern Arabic Literature. Wiesbaden: Harrassowitz Verlag, 2006.
- “A Study of ‘Elegy for al-Ḥallāj’ by Adūnīs”. Journal of Arabic Literature 25.2, 1994: 245-256.

## Traduceri în limba română
- Adonis, Despre nebunie (versuri), traducere de Carolina Ilica și Dumitru M. Ion, Editura Orient-Occident, 1998

## Premii și distincții
- Premiul Bjørnson Academiei Norvegiene pentru Literatură și Libertate de Expresie (2007)
- Premiul Goethe pentru Literatură (2011)[28]
- Ofițer al Ordinului Artelor și Literelor, Franța [29]